# 北島町立図書館・創世ホール
北島町立図書館・創世ホール（きたじまちょうりつとしょかん・そうせいホール）は、徳島県板野郡北島町にある図書館及び多目的ホール。
1994年（平成6年）6月2日にオープン。北島町総合庁舎と同じ敷地内にあり、北島町生涯学習センターと隣接する。

## 概要

### 創世ホール
文化講演・ケルト音楽公演・落語や講談などの演芸・遠藤ミチロウらのアンダーグラウンド音楽を4つの大きな柱として、様々な催しが開かれている。特に、前館長で町教育委員会事務局長である小西昌幸が学生時代から関心を持っている異端文学・SF・漫画といった書物文化の周辺を掘り下げた文化講演は、東京でもやらないような個性的な催しを目指しており、本館の特色となっている。
2009年2月までに開催された自主事業の一覧
- 創世ホール開館十五周年 自主事業の足跡(1)（創世ホール「文化ジャーナル」2009年6月号）
- 創世ホール開館十五周年 自主事業の足跡(2)（創世ホール「文化ジャーナル」2009年7月号）

### 図書館
- こどもの読書週間（4月23日～5月12日）にちなみ、5月31日まで、北島町立図書館が中学生以下を対象に「読書スタンプラリー」を実施している。本を1冊借りるごとにスタンプを1個押して貰い、一定の数を集めると景品が貰える。10年前から毎年実施している[2]。

## 施設
- 1F
  - 子供図書コーナー
  - 一般図書コーナー
  - 雑誌コーナー
  - エントランスホール産業資料展示コーナー
  - 対面朗読室
- 2F
  - ハイビジョンシアター(40席)
  - ギャラリー
  - 会議室
  - 文化財展示室
- 3F
  - 多目的ホール(330席)
  - ホワイエ
  - 控室
- 4F
  - AV機械室

## 利用情報
- 図書館開館時間：10：00〜18：00
- 図書館休館日：毎週月曜日（休日の場合その翌日も休館）、毎月第3木曜日（図書館のみ）、国民の祝日（日曜日の場合は開館し月曜日、火曜日を休館）、年末年始、特別整理期間（図書館のみ10日間）。
- 駐車場：台数150台。町役場等隣接施設との併用駐車場。

## 歴史
- 1994年（平成6年）
  - 3月28日 - 北島町立図書館・創世ホール条例（平成6年北島町条例第1号）を制定、即日施行。
  - 4月1日 - 北島町立図書館・創世ホール管理規則（平成6年北島町教育委員会規則第2号）を制定、即日施行。
  - 6月2日 - 開館。

## 交通
バス
- 徳島バス鍛冶屋原線（住吉経由）・グリーンタウン線・北島藍住線「北島役場前」下車、徒歩約1分。

鉄道
- JR高徳線勝瑞駅下車、徒歩約25分。